# 新川 (札幌市)
新川（しんかわ）は北海道札幌市北区にある地名。同名の河川の右岸（北岸）に沿って帯状に広がる。北西部の一部区域は新川西と町名が分かれているが、本項で併せて説明する。

## 歴史
1887年（明治20年）に完成した新川運河と、茨戸街道（北海道道277号琴似停車場新琴似線）が交差する地点にできた集落は、河の名前を取って新川部落と呼ばれた。その後、「新川」の指す地域は次第に運河沿いへと広がっていき、やがて茨戸街道を境に南東の新川上（しんかわかみ）と北西の新川下（しんかわしも）へと分かれた。
1955年（昭和30年）に一帯が札幌市に編入されると、新川上地区は「北○条西○丁目」式の市街区域に組み込まれ、地名は消滅。一方、新川下地区のうち運河中流域は隣接する新琴似にならって「新川○条○丁目」と整理区分された。運河下流域は旧来の地番のままだが、北海道道128号札幌北広島環状線より北西の宅地化地域は新川西として整理されている。

## 住所
| 町丁                                | 郵便番号 |
| ----------------------------------- | -------- |
| 新川1条1丁目〜6丁目                 | 001-0921 |
| 新川2条1丁目〜13丁目                | 001-0922 |
| 新川3条1丁目〜20丁目                | 001-0923 |
| 新川4条1丁目〜20丁目                | 001-0924 |
| 新川5条1丁目〜6丁目、14丁目〜16丁目 | 001-0925 |
| 新川6条14丁目〜16丁目、20丁目       | 001-0926 |
| 新川7条16丁目                       | 001-0927 |
| 新川8条17丁目                       | 001-0928 |
| 新川○番地                           | 001-0930 |
| 新川西1条1丁目〜4丁目、6丁目〜7丁目 | 001-0931 |
| 新川西2条1丁目～7丁目               | 001-0932 |
| 新川西3条1丁目～7丁目               | 001-0933 |
| 新川西4条3丁目～4丁目               | 001-0934 |
| 新川西5条4丁目                      | 001-0935 |

## 教育

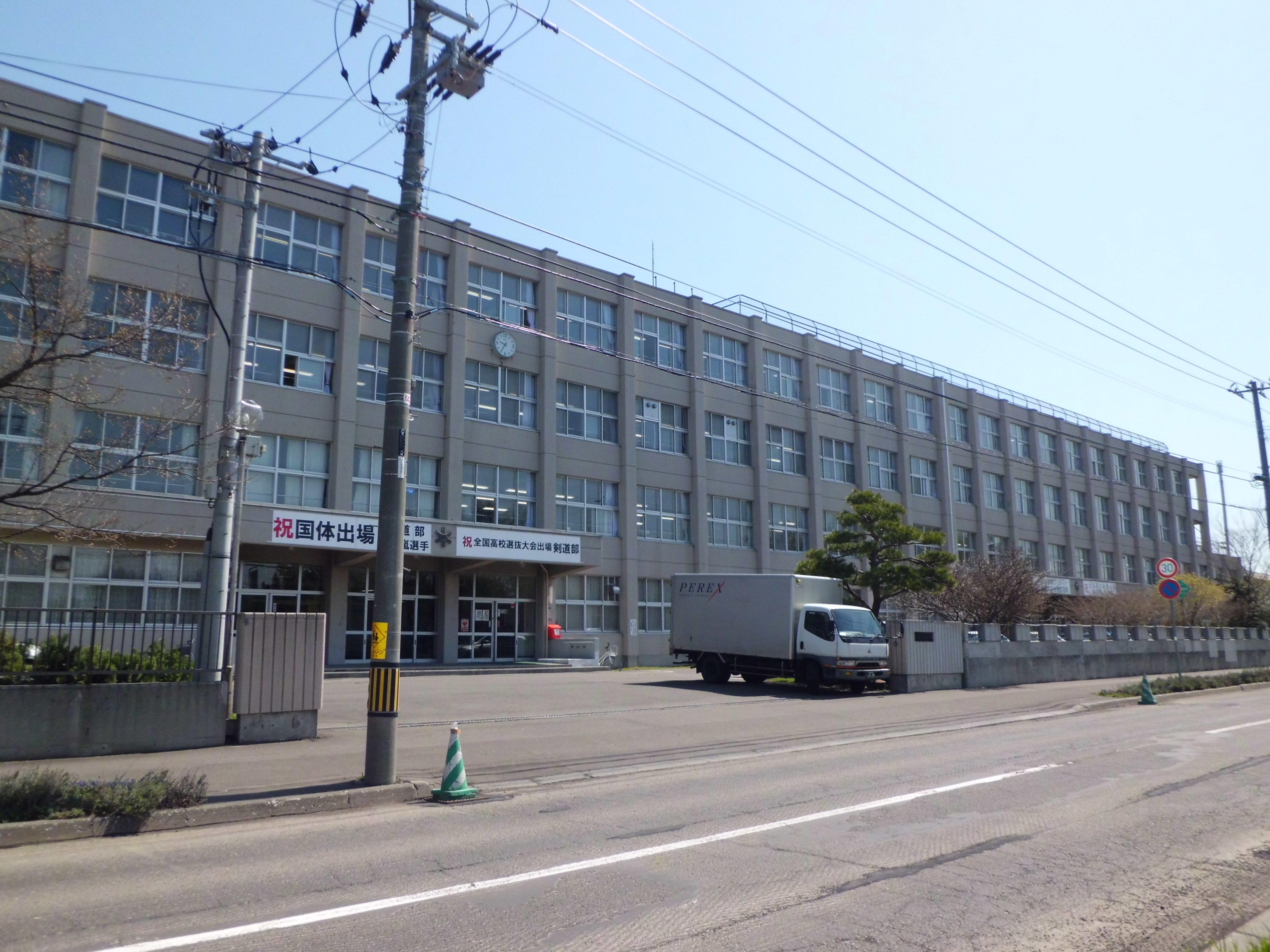
市立札幌新川高等学校（新川5-14）
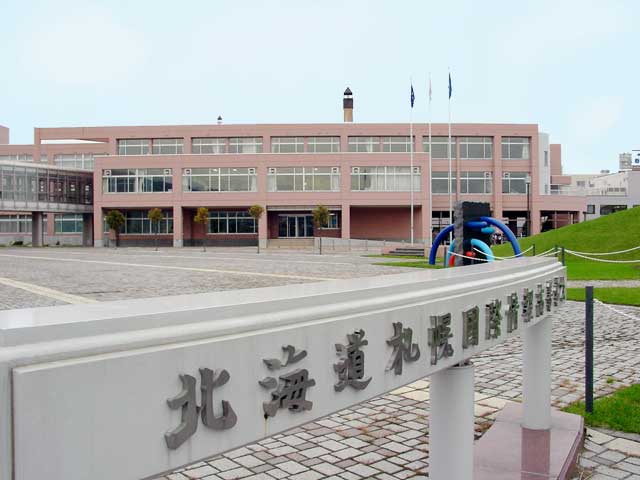
北海道札幌国際情報高等学校（新川717-1）
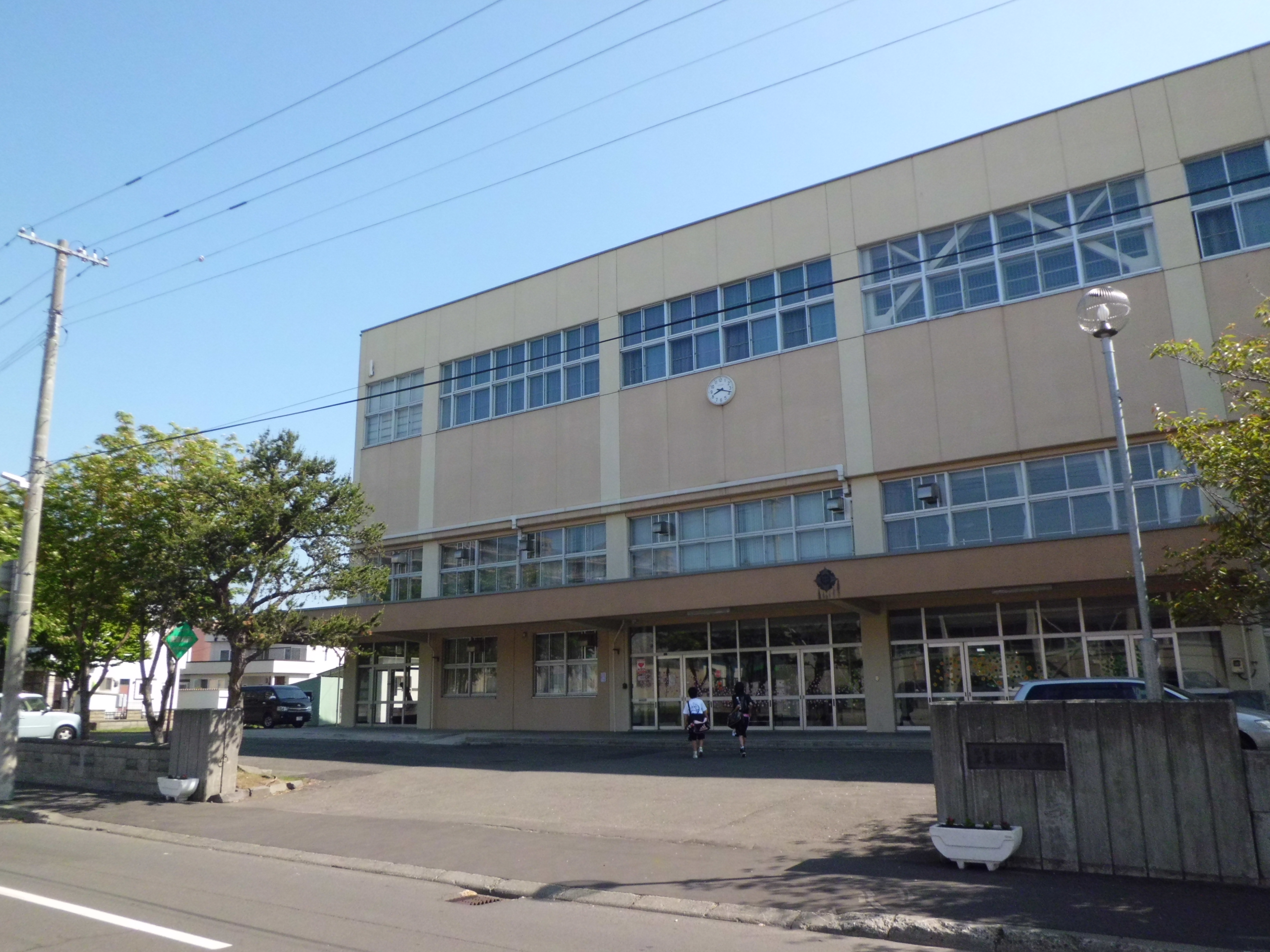
札幌市立新川中学校（新川4-3）
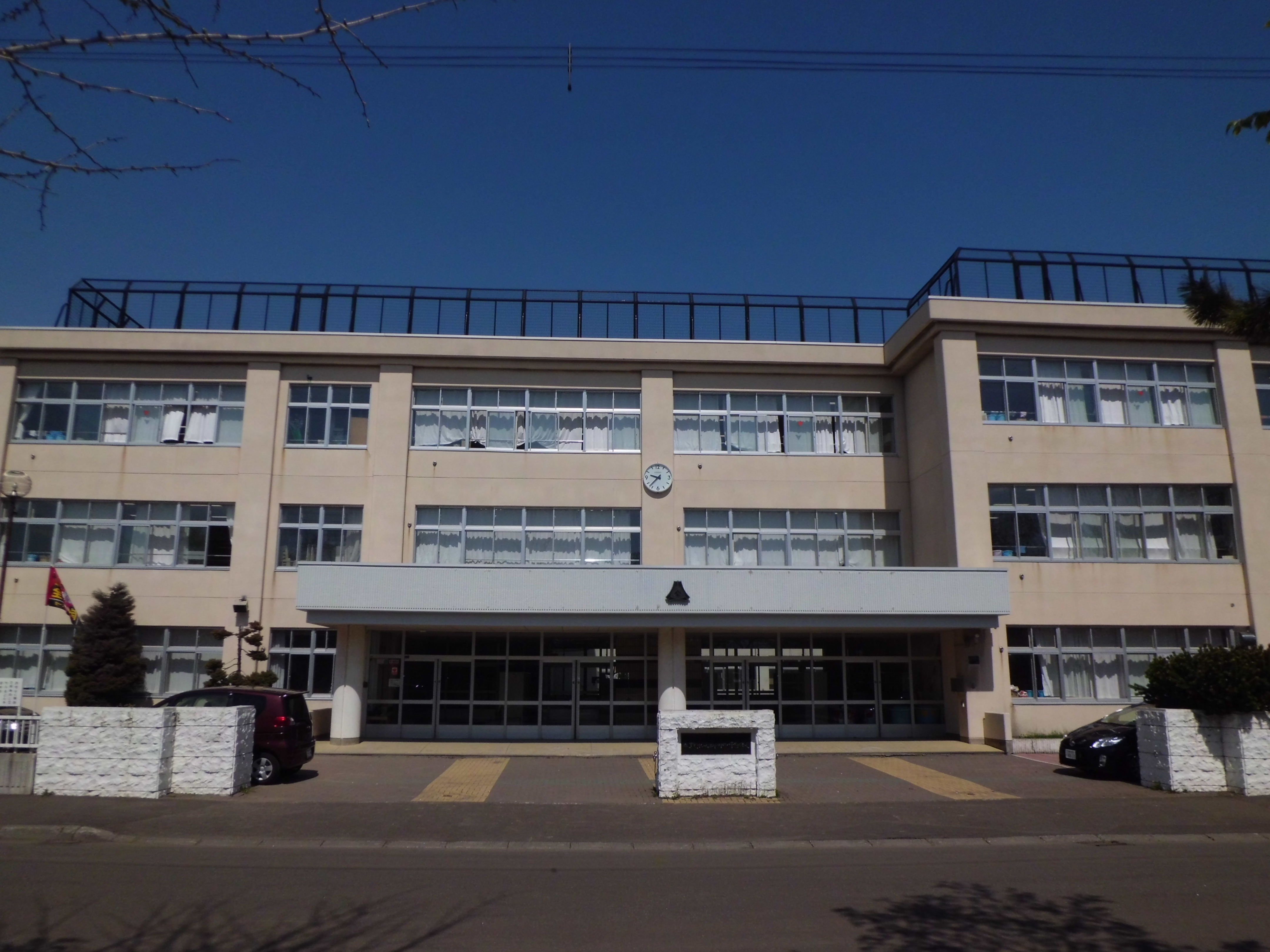
札幌市立新川西中学校（新川4-15）
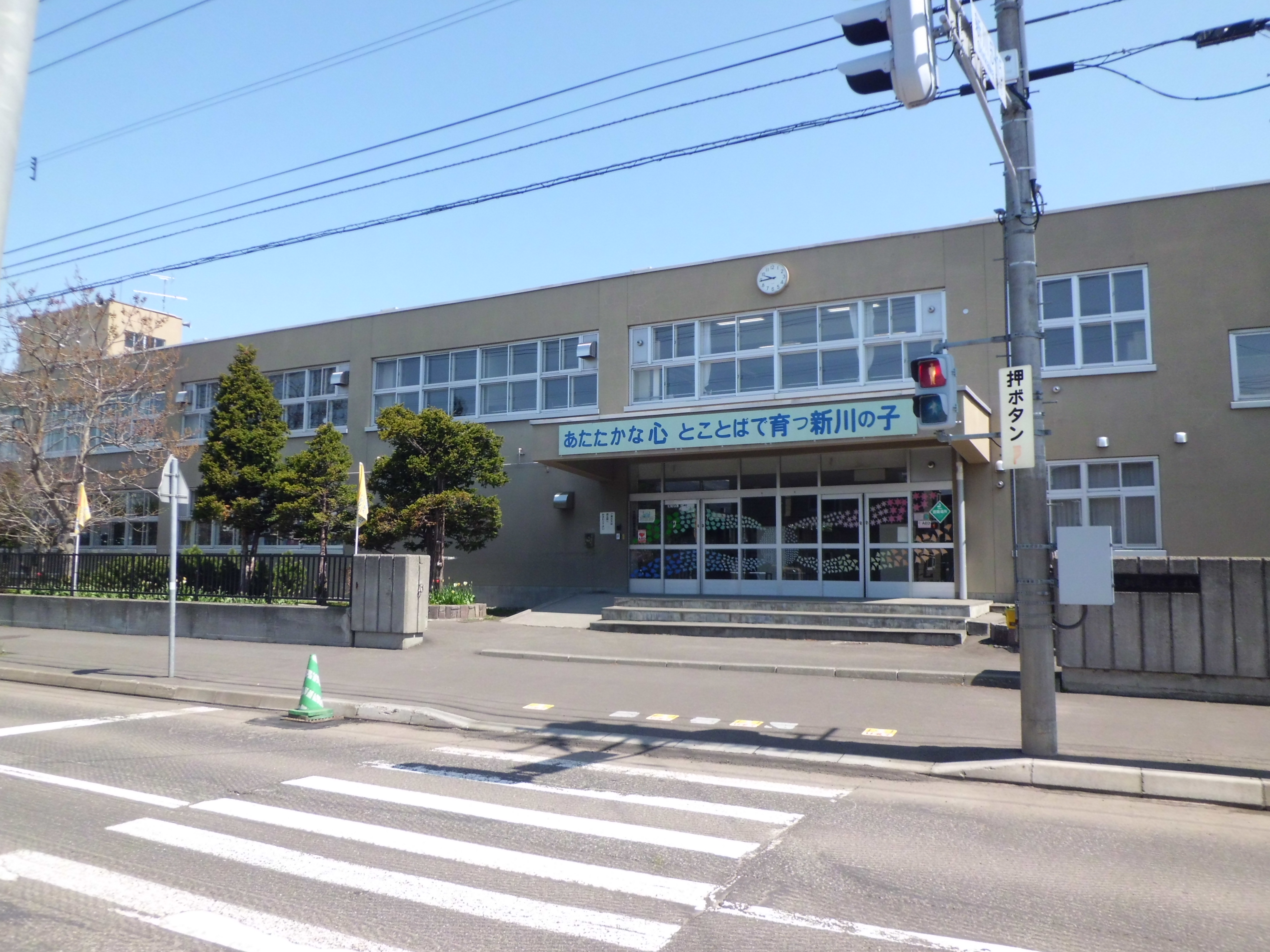
札幌市立新川中央小学校（新川3-3）
- 札幌市立新川小学校（新川5-15）
- 札幌市立新光小学校（新琴似1-12）
- 新川幼稚園（新川2-4）
- そうせい幼稚園（新川4-13）

- 札幌新川高校
- 札幌国際情報高校
- 新川中学校
- 新川西中学校
- 札幌市立新川小学校

## 施設
- JR北海道 新川駅（新川4-1）
- 北海道中央バス新川営業所（新川745-1）
- ビッグハウス 新川店（新川6-14）
- コーチャンフォー 新川通り店（新川3-18）
- 近藤牧場（新川694-1）
- 新川皇大神社（新川3-13）
- 新川インターチェンジ（新川2-7）

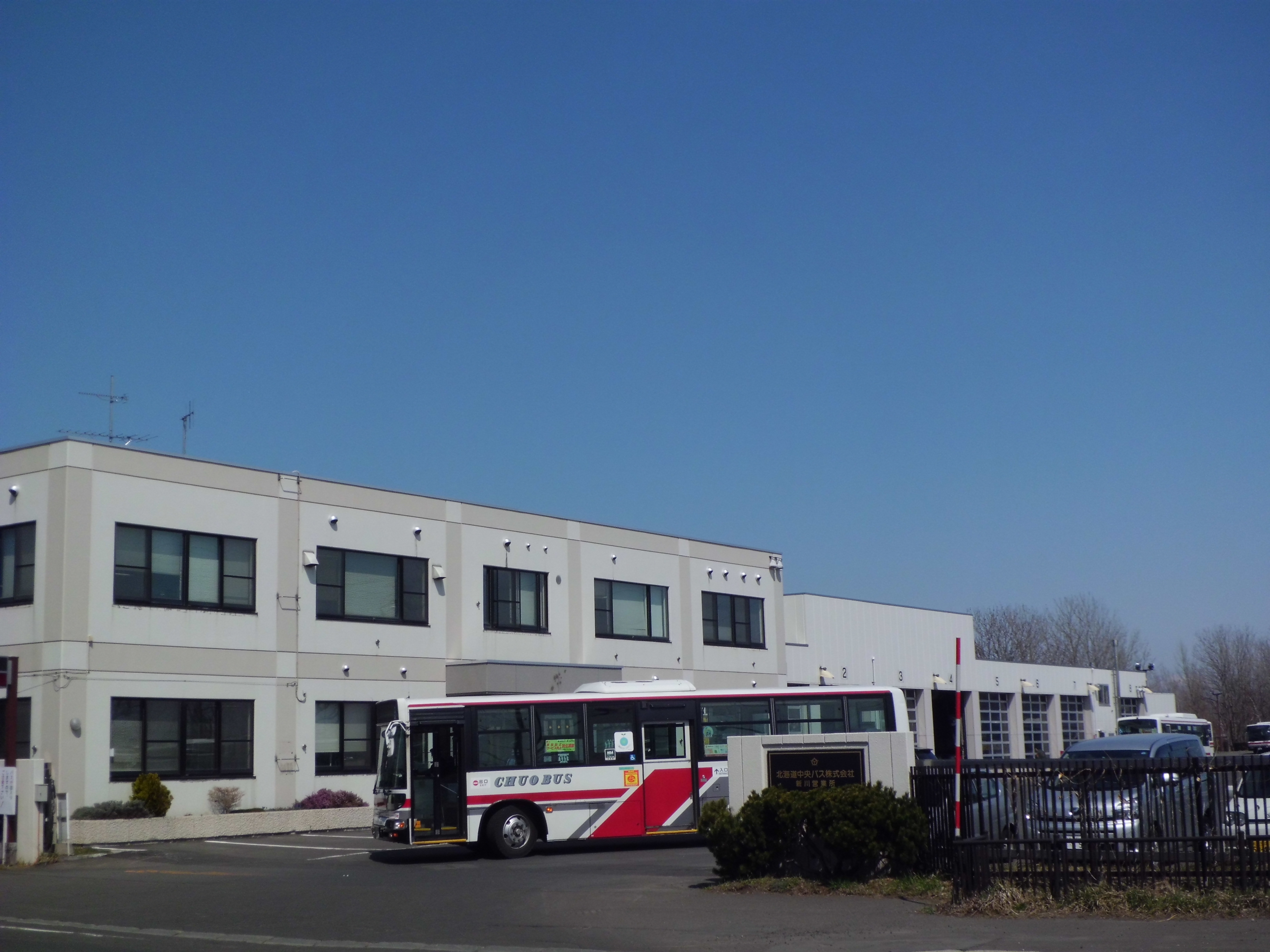
中央バス新川営業所
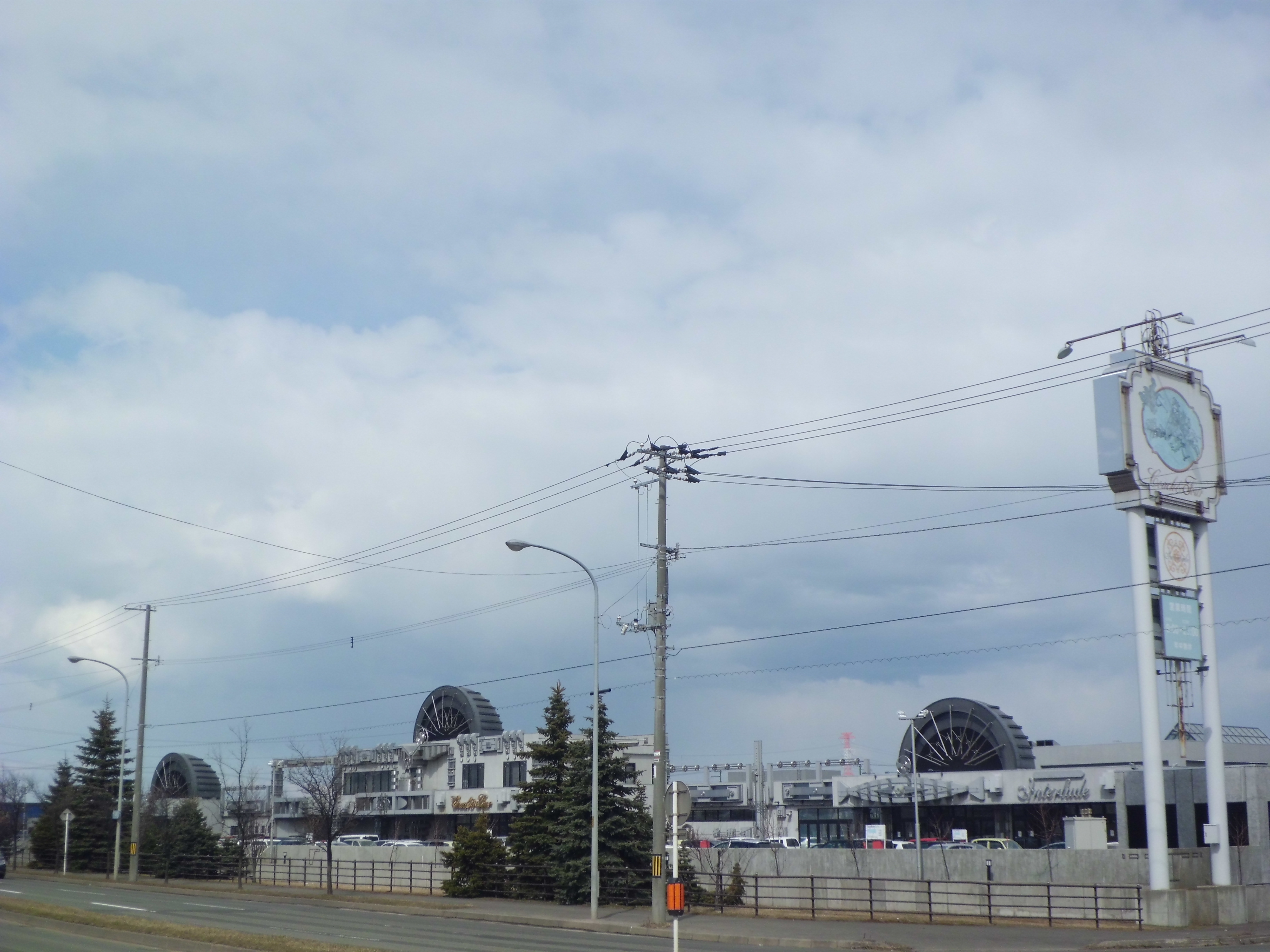
コーチャンフォー
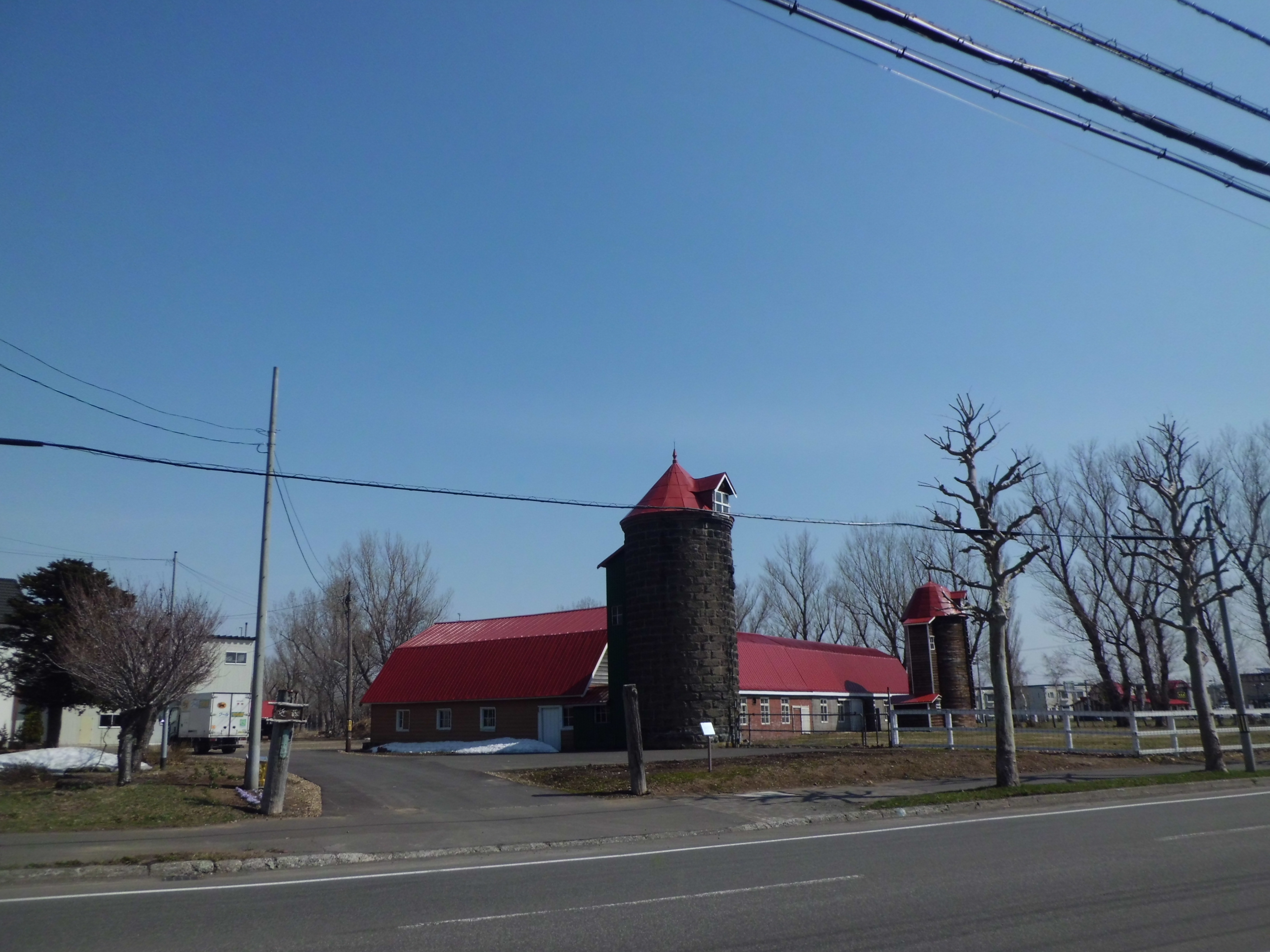
近藤牧場
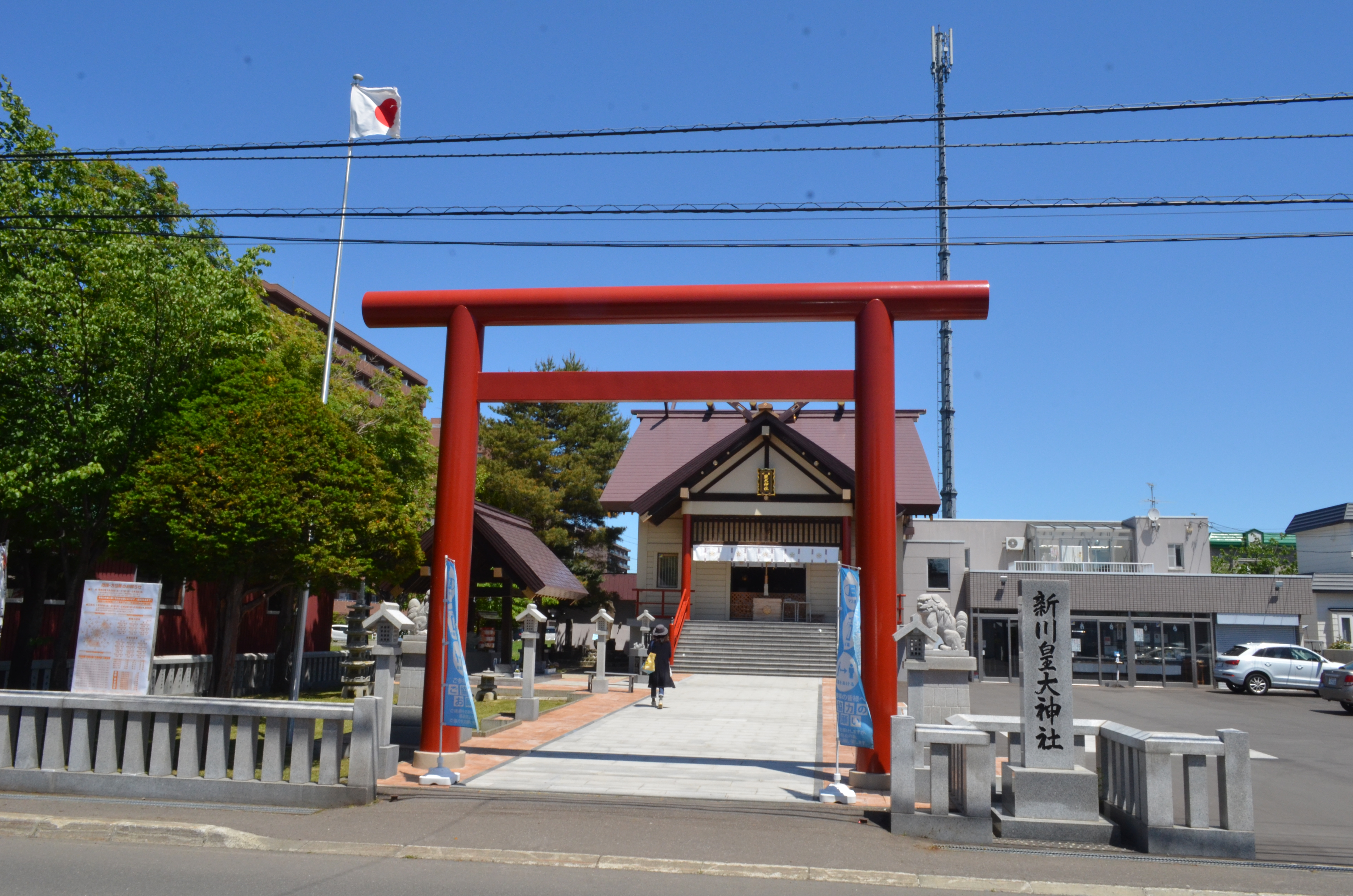
新川皇大神社

## 出身者
- 上杉周大〈THE TON-UP MOTORS〉（歌手、タレント）

- 兼近大樹〈EXIT〉（お笑い芸人、俳優、歌手）